# Anderson Plata
Anderson Daniel Plata Guillén (Villanueva, 8 novembre 1990) è un calciatore colombiano, attaccante del Deportivo Cali.

## Caratteristiche tecniche
È una seconda punta.

## Statistiche

### Presenze e reti nei club
Statistiche aggiornate al 14 agosto 2018.
| Stagione                 | Squadra                  | Campionato               | Campionato | Campionato | Coppe nazionali | Coppe nazionali | Coppe nazionali | Coppe continentali | Coppe continentali | Coppe continentali | Altre coppe | Altre coppe | Altre coppe | Totale | Totale | Totale |
| Stagione                 | Squadra                  | Comp                     | Pres       | Reti       | Comp            | Pres            | Reti            | Comp               | Pres               | Reti               | Comp        | Pres        | Reti        | Pres   | Reti   |        |
| ------------------------ | ------------------------ | ------------------------ | ---------- | ---------- | --------------- | --------------- | --------------- | ------------------ | ------------------ | ------------------ | ----------- | ----------- | ----------- | ------ | ------ | ------ |
| 2011                     | Valledupar               | B                        | 19         | 7          | CC              | 5               | 0               |                    | -                  | -                  |             | -           | -           | 24     | 7      |        |
| 2011                     | Deportivo Pereira        | A                        | 9          | 0          | CC              | 0               | 0               |                    | -                  | -                  |             | -           | -           | 9      | 0      |        |
| 2012                     | Deportivo Pereira        | B                        | 31         | 11         | CC              | 7               | 0               |                    | -                  | -                  |             | -           | -           | 38     | 11     |        |
| 2013                     | Deportivo Pereira        | B                        | 16         | 5          | CC              | 10              | 5               |                    | -                  | -                  |             | -           | -           | 26     | 10     |        |
| Totale Deportivo Pereira | Totale Deportivo Pereira | Totale Deportivo Pereira | 56         | 16         |                 | 17              | 5               |                    | -                  | -                  |             | -           | -           | 73     | 21     |        |
| 2013                     | Daejeon Citizen          | KL                       | 21         | 1          | CC+CdL          | 0               | 0               |                    | -                  | -                  |             | -           | -           | 21     | 1      |        |
| 2014                     | Millonarios              | A                        | 16         | 1          | CC              | 9               | 1               | CS                 | 1                  | 0                  |             | -           | -           | 26     | 2      |        |
| 2015                     | Atlético Huila           | A                        | 16         | 2          | CC              | 3               | 0               |                    | -                  | -                  |             | -           | -           | 19     | 2      |        |
| 2016                     | Santa Fe                 | A                        | 23         | 7          | CC              | 3               | 0               | CS                 | 1                  | 0                  | CSB         | 1           | 0           | 28     | 7      |        |
| 2017                     | Santa Fe                 | A                        | 39         | 5          | CC              | 3               | 0               | CL+CS              | 6+2                | 1+0                | SC          | 2           | 0           | 52     | 6      |        |
| 2018                     | Santa Fe                 | A                        | 17         | 3          | CC              | 0               | 0               | CL+CS              | 9+2                | 0                  |             | -           | -           | 28     | 3      |        |
| Totale Santa Fe          | Totale Santa Fe          | Totale Santa Fe          | 79         | 15         |                 | 6               | 0               |                    | 20                 | 1                  |             | 3           | 0           | 108    | 16     |        |
| Totale carriera          | Totale carriera          | Totale carriera          | 211        | 43         |                 | 40              | 6               |                    | 21                 | 1                  |             | 3           | 0           | 275    | 50     |        |